# GCHQ Scarborough
GCHQ Scarborough est une station d'interception des radiocommunications située à Irton Mount, à la périphérie de Scarborough, dans le North Yorkshire, en Angleterre. Elle est exploitée par le service britannique de renseignement d'origine électromagnétique, le Government Communications Headquarters (GCHQ).

## Historique
La Royal Navy a établi une première station de télégraphie sans fil à Scarborough en 1912. Depuis 1914, il assure aussi une mission de renseignement d'origine électromagnétique (Sigint). Pendant la Première Guerre mondiale, la station avait pour objectif de surveiller la flotte allemande de haute mer qui attaquait la côte est de l'Angleterre. Après la cessation des hostilités en 1918, le rôle de la station a été élargi pour inclure les communications diplomatiques, les ressources pouvant être réparties entre les aspects diplomatiques et navals. En 1932, il a été proposé de fermer la station de Scarborough et de transférer ses fonctions à la RAF Flowerdown, dans le Hampshire, mais cette proposition a finalement été rejetée et la station a repris ses activités en 1935.
Au début de la Seconde Guerre mondiale, la station de Scarborough était classée comme station Y. Elle a intercepté des communications aériennes et navales allemandes et a également contrôlé un réseau de radiogoniométrie. L'effectif de la station est devenu un mélange de membres civils du Service de communications sans fil des civils de l'Amirauté (ACSWS) et du personnel de service, auxquels s'ajouteront des membres du Women's Royal Naval Service plus tard dans la guerre. En mai 1941, la station joua un rôle central dans la localisation et le naufrage du Bismarck, pour lequel ils furent plus tard remerciés par le Premier ministre d'alors, Winston Churchill,.

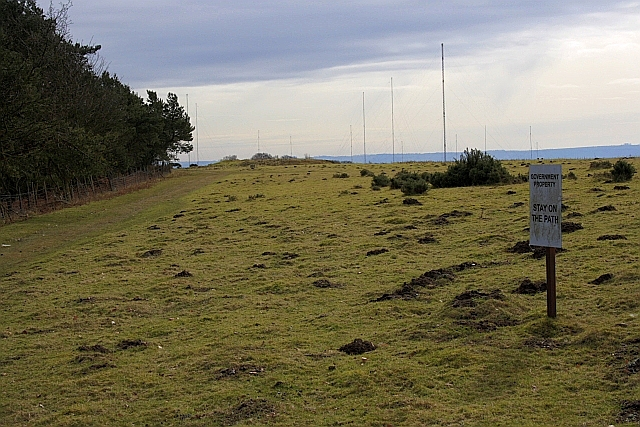
Un sentier à la périphérie de la station.

La station a déménagé à son emplacement actuel en 1943, qui à l'époque était un bunker à moitié enterré. Après la fin de la seconde guerre mondiale et le début de la guerre froide, la station est devenue la principale station d’interception des communications navales soviétiques. En 1965, l'ACSWS a été transférée au contrôle GCHQ et a été intégrée à un réseau connu sous le nom d'Organisation des signaux composites (OSC). La station est devenue connue sous le nom de CSOS Irton Moor.
Les travaux sur un nouveau bâtiment ont commencé en 1972 et toutes les opérations ont été transférées du «bunker» au nouveau bâtiment en 1974. Après la chute du rideau de fer au début des années 1990, le rôle de ROEM au Royaume-Uni est devenu moins important, les fonctions du GCHQ Cheadle et du GCHQ Culmhead ont été transférées à Scarborough en 1995 et 1998, respectivement. En juillet 2001, le nom du site est devenu GCHQ Scarborough.
Le 1er juin 2007, le GCHQ Scarborough a été désigné site protégé aux fins de l’article 128 de la loi de 2005 sur le crime organisé et la police. L’acte a eu pour effet de rendre une personne coupable de crime en cas d’intrusion sur le site.
En 2014, la station a célébré son centenaire et a été visitée par Charles, prince de Galles. Le site est considéré comme la plus vielle station ROEM en fonctionnement dans le monde.
Il a été annoncé en juillet 2016 que la base devait recevoir 42 millions de livres sterling pour devenir le «centre de formation et de compétences pour le nord de l'Angleterre».